# Fausto Razzi
Fausto Razzi (Roma, 4 maggio 1932 – Roma, 19 novembre 2022) è stato un compositore italiano.

## Biografia
Dal 1955 al 1963 studiò pianoforte con Rina Rossi e composizione con Goffredo Petrassi al Conservatorio di Roma e all'Accademia Nazionale di Santa Cecilia. Dal 1958 è stato assistente e dal 1961 successore di Franco Maria Saraceni come direttore del Coro Universitario di Roma, che diresse fino al 1968. Ha insegnato dal 1966 nei conservatori dell'Aquila e di Pesaro. Nel 1976 fondò il Gruppo Recitar Cantando, dedicato all'esecuzione di opere rinascimentali e del primo barocco. Nel 1982 ha fondato il Teatro musicale di Villa Torlonia con Gabriele Ferro e Michelangelo Zurletti.
Le sue composizioni furono inizialmente influenzate dalla Seconda Scuola Viennese, in particolare da Anton Webern. Inoltre, esplorò le possibilità della musica vocale, sebbene le sue opere contengano anche elementi di musica aleatoria. Negli anni '70 scrisse principalmente musica elettronica, dopodiché si è rivolto al teatro musicale sotto l'influenza della poesia di Edoardo Sanguineti. La sezione italiana dell'IGNM lo ha premiato nel 1963 e nel 1965, ed è stato inoltre premiato alla Primavera di Praga nel 1966 con i Tre pezzi sacri.
Muore all'età di 90 anni nel novembre del 2022.

## Opere
- Quartetto (1958)
- Die helle Stimme (1963)
- Improvvisazione (1965)
- Tre pezzi sacri (1966)
- Improvvisazione III (1967)
- Progetto per una composizione elettronica (1971–73)
- Progetto II (1980)
- A voi che lavorate sulla terra (1982)
- Protocolli (1989–92)
- Smorfie (1997)
- Incastro (2001)